# Doły skroniowe
Doły skroniowe – wycięcia w kostnej czaszce kręgowców, dzięki którym w biegu ewolucji mięśnie żujące mogły zostać przeniesione z wnętrza na zewnątrz czaszki. Dzięki temu mogły się rozwinąć duże powierzchnie dla przyczepu mięśni i silny zgryz. Ponadto wolna przestrzeń we wnętrzu czaszki mogła być wykorzystana na powiększenie mózgu.
U synapsydów (do których, obok wymarłych grup należą ssaki) doły skroniowe znajdują się za oczodołami w kości skroniowej. Przez wtórne zamknięcie skroni u ssaków powstała nowa mózgoczaszka, a pierwotny otwór jest zamknięty przez łuk jarzmowy.
Diapsydy (ptaki i współczesne gady oprócz żółwi) wykształciły dwa otwory za oczodołami. Ta podstawowa forma rozwijała się dalej i u ptaków oraz węży dała bardzo sprężystą czaszkę. U archozaurów pojawiła się czaszka „triapsydalna” z dodatkowym otworem przed oczodołami, zaś u zauropterygów i niezależnie u ichtiopterygów jeden z otworów zamknął się i powstała czaszka euryapsydalna.
Jako czaszkę anapsydalną opisuje się czaszkę żółwia. Normalnie nie posiada ona okien. Również tutaj mogą się pojawić „doły skroniowe”, jak przy gruczołach solnych żółwi morskich (otwór podoczodołowy, foramen infraorbitale między oczami).

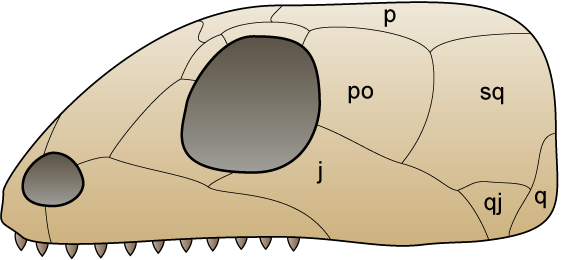
Schemat czaszki anapsydów
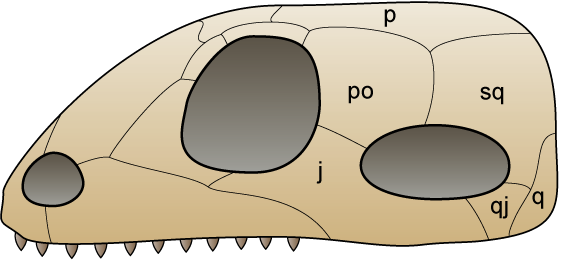
Schemat czaszki synapsydów
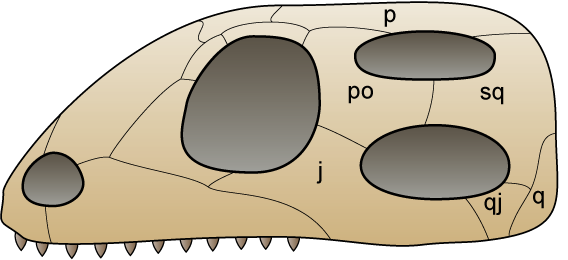
Schemat czaszki diapsydów
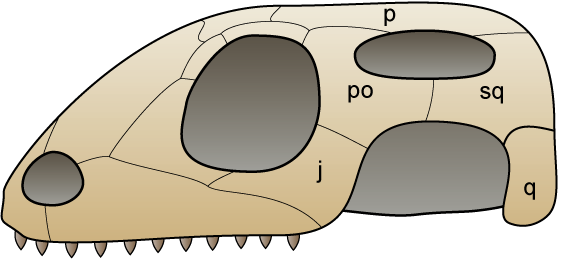
Schemat czaszki łuskonośnych